# كبريتيد الباريوم
 كبريتيد الباريوم مركب كيميائي له الصيغة BaS، وهو ملح للباريوم. ويكون على شكل بلورات بيضاء.

## الخواص
يحرر كبريتيد الباريوم غاز كبريتيد الهيدروجين نتيجة أثر الأحماض حسب المعادلة:
BaS + 2H+ → Ba2+ + H2S ↑

## التحضير
يحضر صناعياً من إرجاع كبريتات الباريوم (معدن الباريت) بالكربون.
BaSO4  +  2C  →  BaS  +  2CO2
تحدث العملية في فرن دوار عند درجات حرارة تصل إلى 1000°س.

## الاستخدامات
يستخدم مركب كبريتيد الباريوم لتحضير أملاح الباريوم الأخرى، حيث يؤدي تفاعله مع الأحماض إلى تشكل الأملاح الموافقة
BaS + 2HCl → BaCl2 + H2S